# Jardins du château de Drottningholm
Les Jardins du château de Drottningholm (en suédois Drottningholms slottspark ou Drottningholms slottsträdgård) sont un ensemble de parcs et jardins faisant partie du domaine royal de Drottningholm, situés dans la commune d'Ekerö, près de Stockholm en Suède. Le premier jardin était un petit jardin utilitaire à l'est du château de Drottningholm, correspondant à l'actuel parking, planté durant le règne de Jean III de Suède au XVIe siècle. Mais c'est sous l'impulsion de la reine Edwige-Éléonore de Holstein-Gottorp que se développe les jardins d'agrément que l'on peut encore admirer aujourd'hui. Il s'agit alors d'un jardin baroque dessiné par Nicodème Tessin l'Ancien mais surtout Nicodème Tessin le Jeune, inspiré par les jardins français de l'époque. Ce jardin baroque fut abandonné au XIXe siècle mais restauré en 1950-1960 par le roi Gustave VI Adolphe. La seconde grande phase de développement est la construction à la fin du XVIIIe siècle d'un jardin à l'anglaise dessinés par Fredrik Magnus Piper à l'initiative de Gustave III. Le jardin est de nos jours ouvert au public et est classé avec l'ensemble du domaine royal au patrimoine mondial.

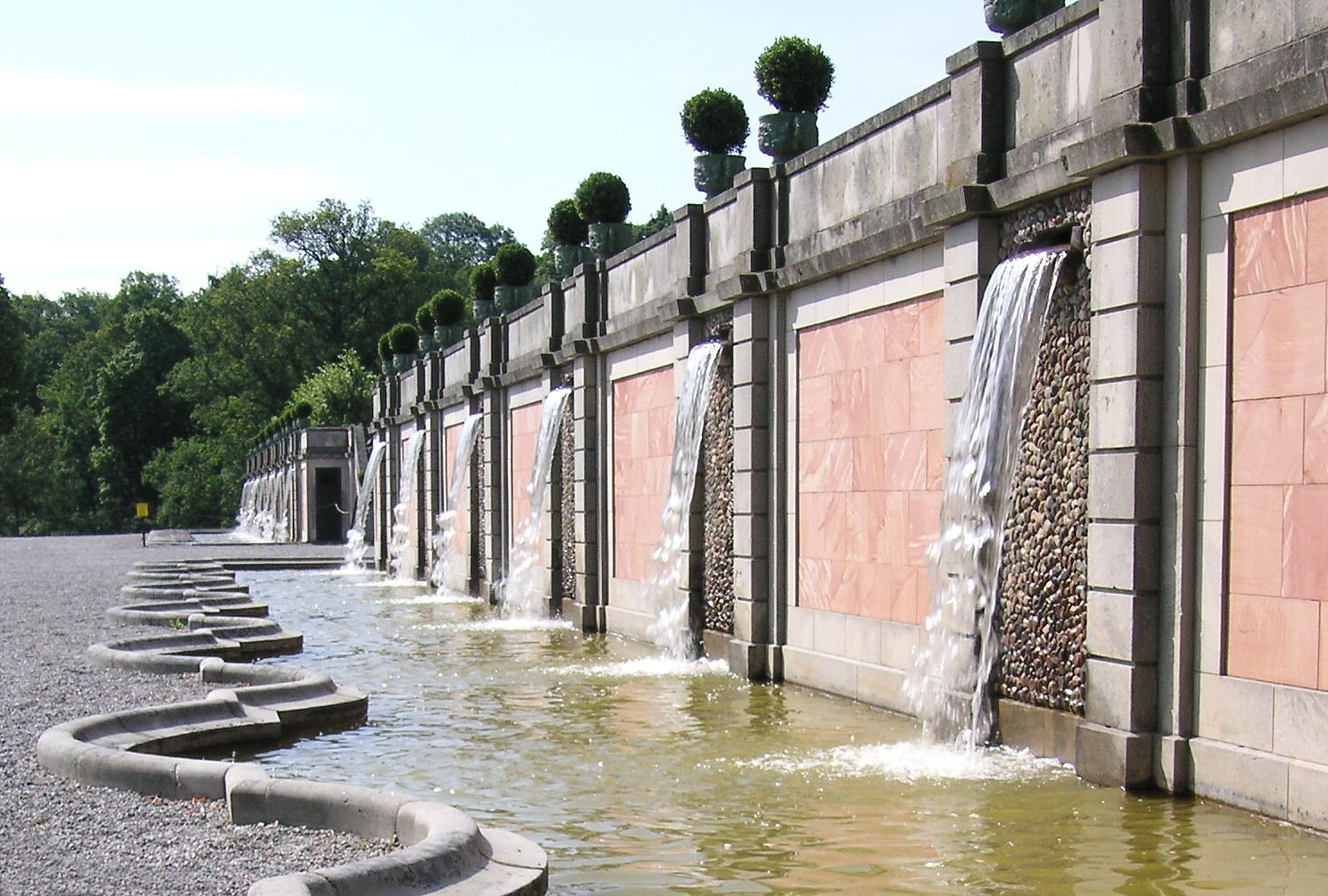
Cascades dans le jardin baroque
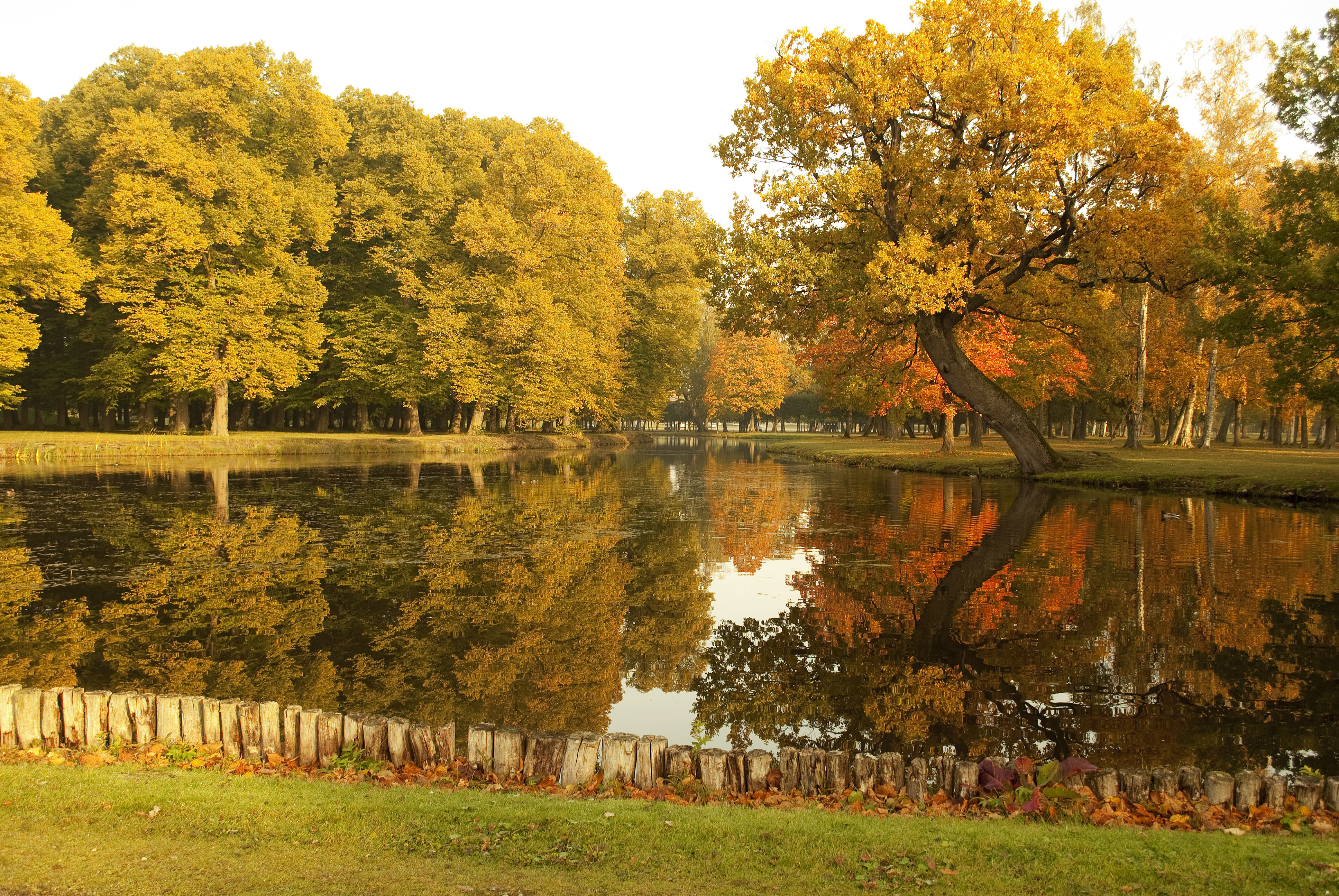
Le jardin anglais, en automne
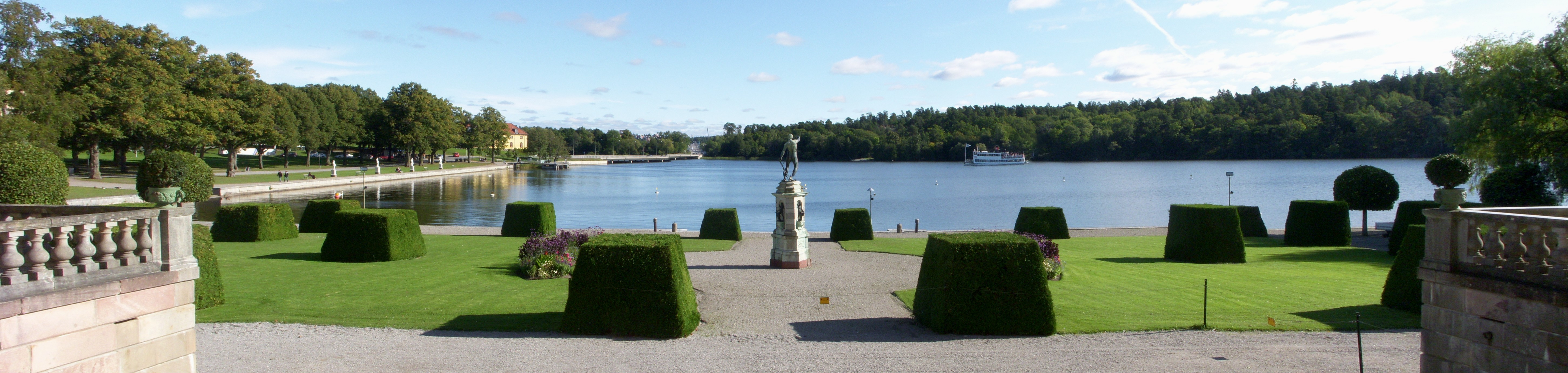
Le parterre du lac
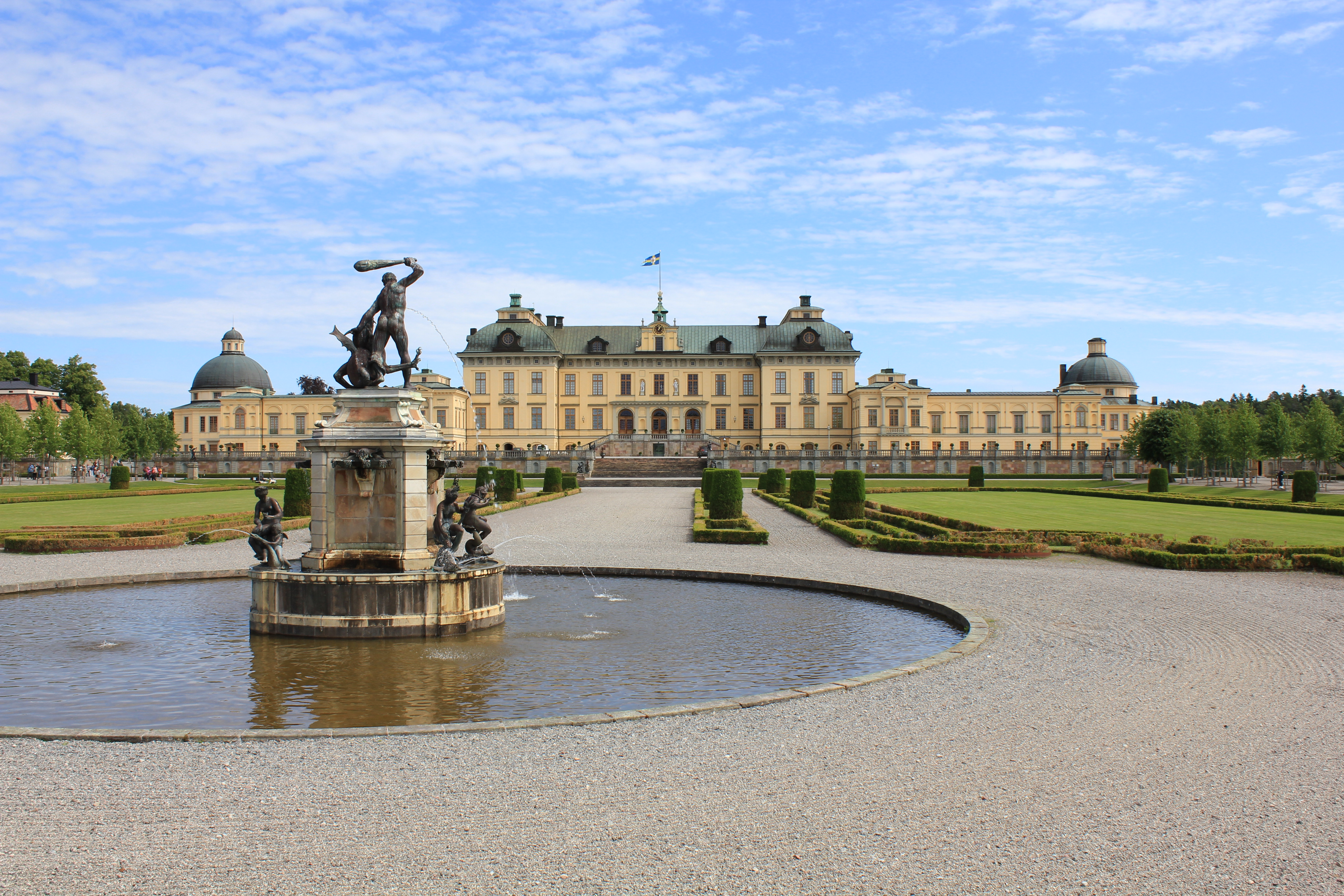
La fontaine d'Hercule, dans le jardin baroque